# Klooster Bethlehem (Zwolle)
Het Bethlehemklooster of Klooster Bethlehem is een voormalig klooster aan het Bethlehems Kerkplein 35 in de Nederlandse stad Zwolle.

## Geschiedenis
Het klooster en kloosterkapel zijn rond 1309 gesticht. Het klooster was het eerste augustijnenklooster van Zwolle en gevestigd in het Hof van Vollenhove, destijds bewoond door de kanunnik Bernardus van Vollenhoven, deken van de kapittelkerk van Sint Lebuïnus te Deventer. Oorspronkelijk fungeerde het complex als priorij van het Bethlehemklooster te Doetinchem.
Het klooster bleef gespaard tijdens de stadsbrand van 1324.
Sinds 1430 behoorde het klooster tot het kapittel van Windesheim. De goederen van het klooster werden in 1580, na de reformatie, in bezit genomen door de stad Zwolle. De opbrengsten van de goederen werden aangewend voor de stadsschool en de overgebleven kanunniken ontvingen een alimentatie.

### De refter

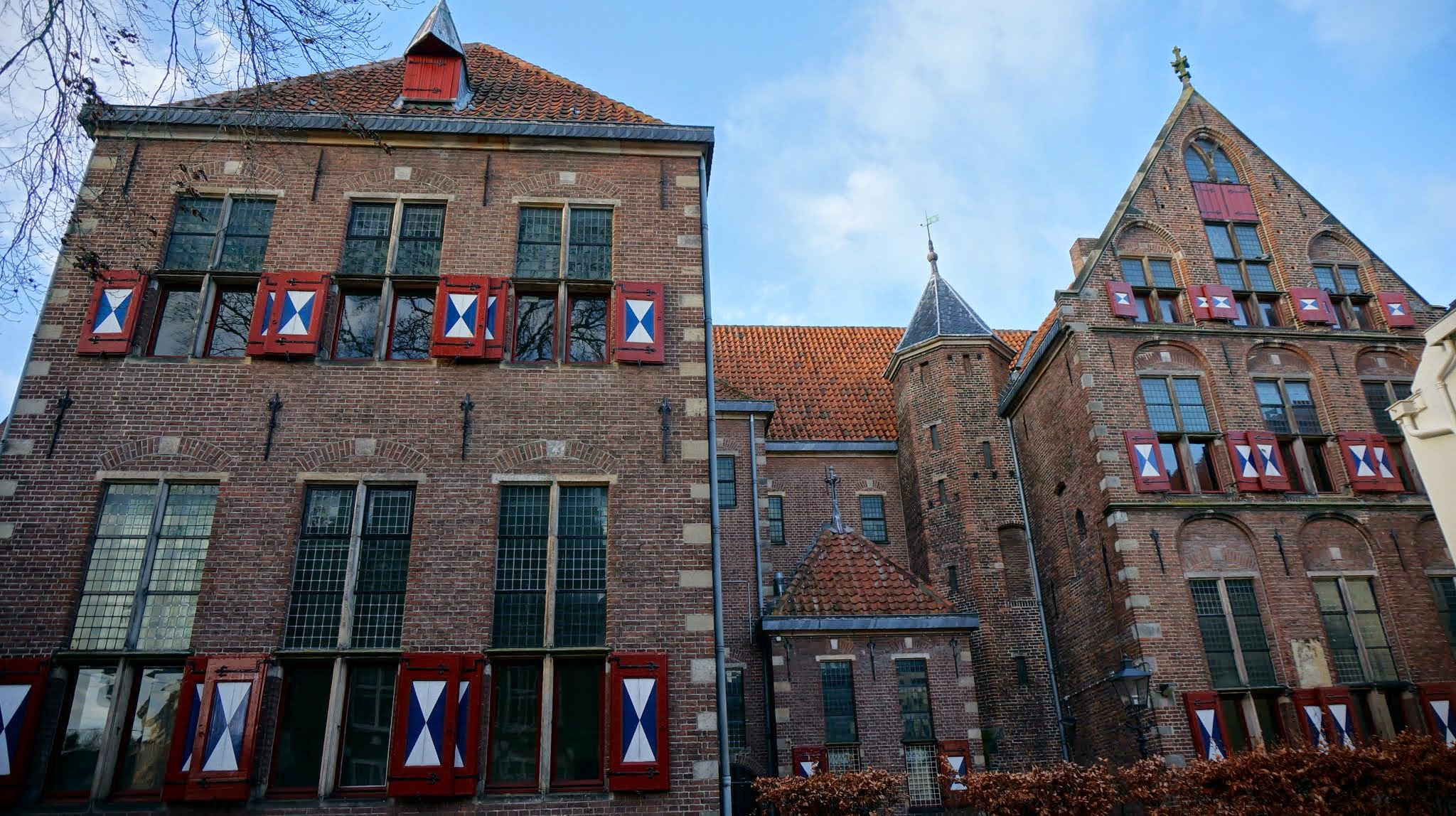
De refter van het Bethlehemklooster

De refter werd omstreeks 1350 gebouwd en vermoedelijk gebruikt als bureau van de ontvanger van de inkomsten uit de bezittingen van het klooster. Deze bezittingen lagen rondom de stad en bestonden o.a. uit het "Belheems Hoff" in de buurschap Assendorp.
De refter is in de 15e en begin van de 16e eeuw uitgebreid met twee kelders. Het gebouw kreeg na de reformatie meerdere functies: Van vergaderzaal van het gilde van de lakenkopers, schouwburg in de 18e eeuw tot een kazerne voor Franse troepen in 1812. Het gebouw is later ook nog in gebruik geweest als museum van naturaliën, Gemeentelijke Handelsschool en VVV-kantoor.
De refter werd tijdens de restauratie van 1915-1917 uitgebreid met een zuidelijke vleugel.

## Rijksmonument
De refter is een rijksmonument. De Rijksdienst voor het Cultureel Erfgoed geeft de volgende beschrijving van het monument:

Refter van het vroegere klooster Bethlehem plm 1350 gebouwd, talloze malen gewijzigd en 1915-1917 bij restauratie geheel vernieuwd.